# Dorstfeld

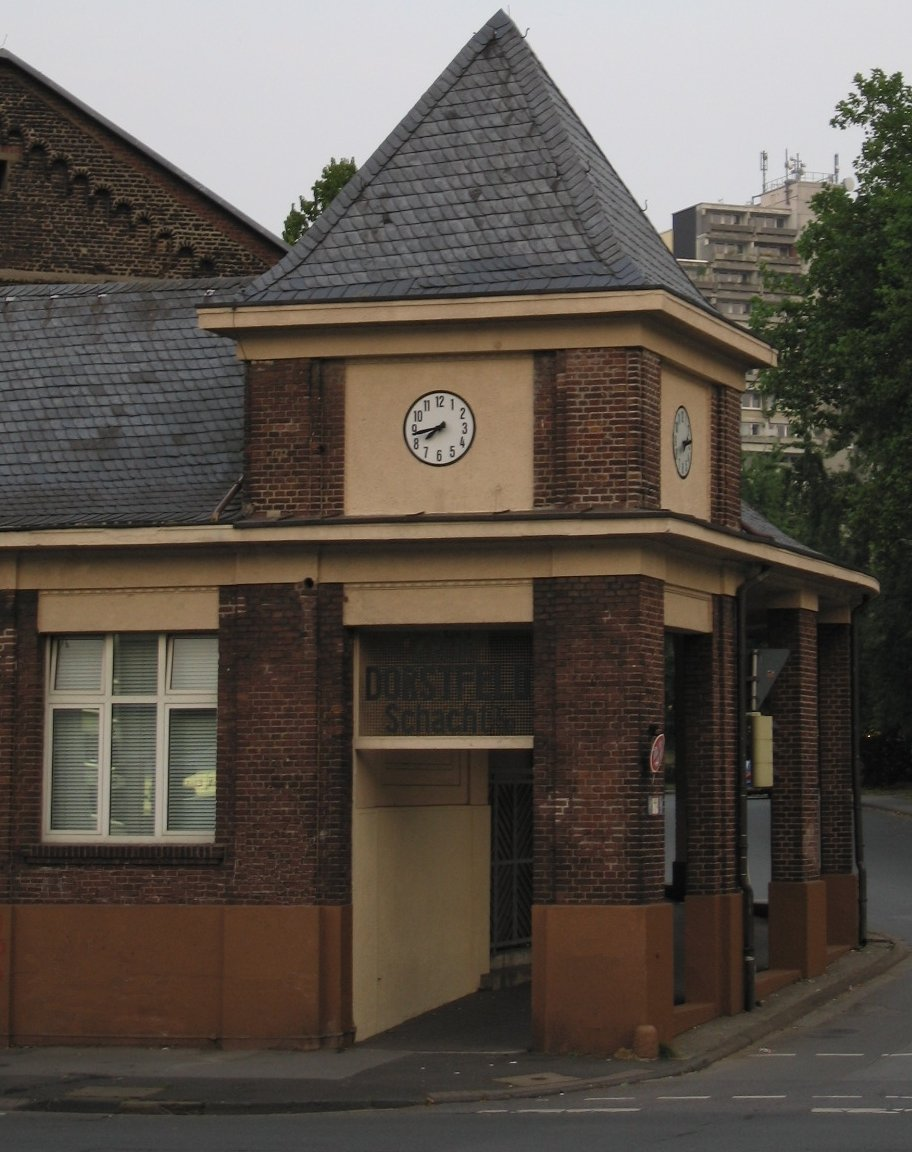
Torhaus der ehemaligen Zeche Dorstfeld II/III

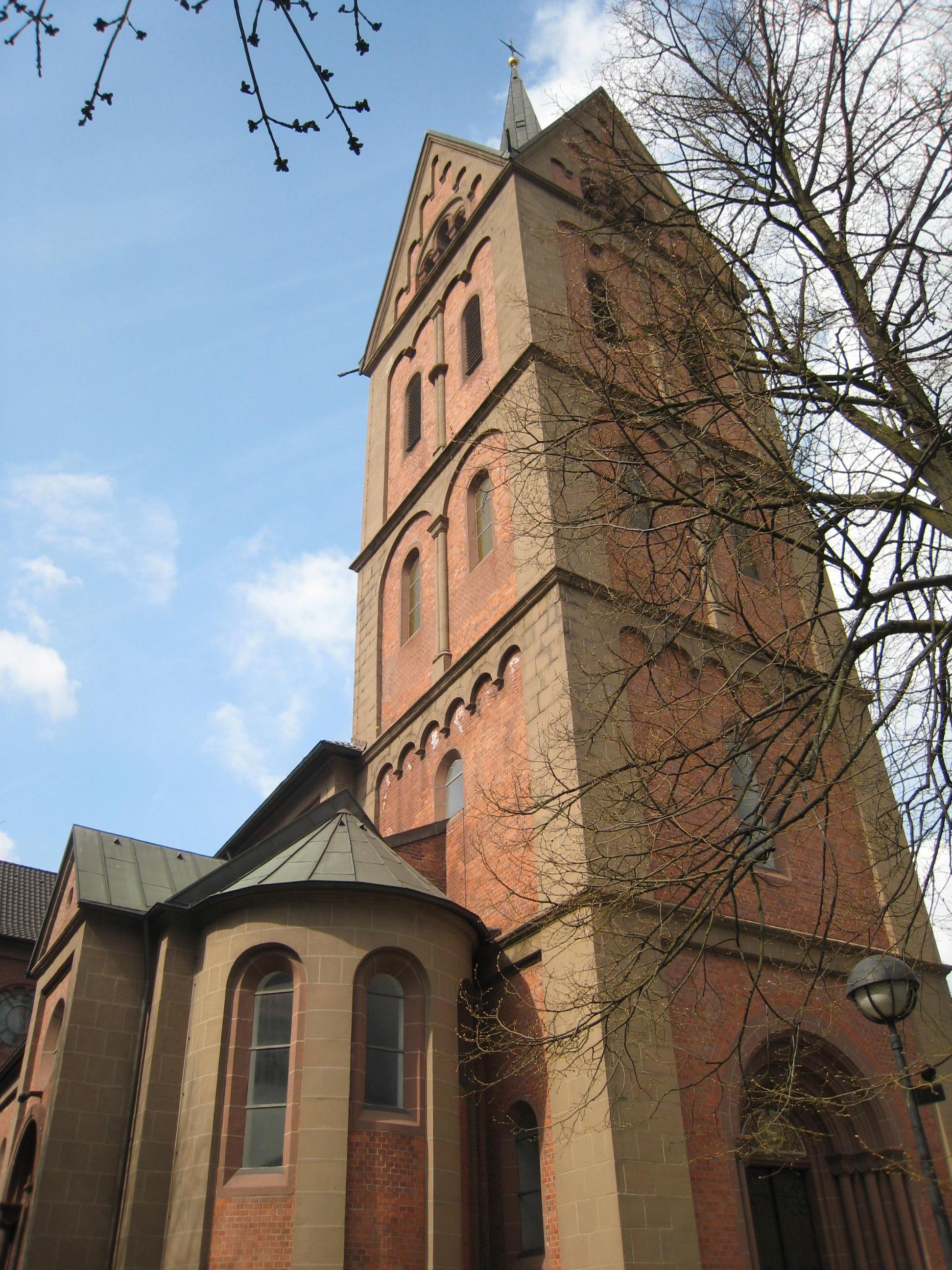
Katholische St.-Barbara-Kirche in Dorstfeld

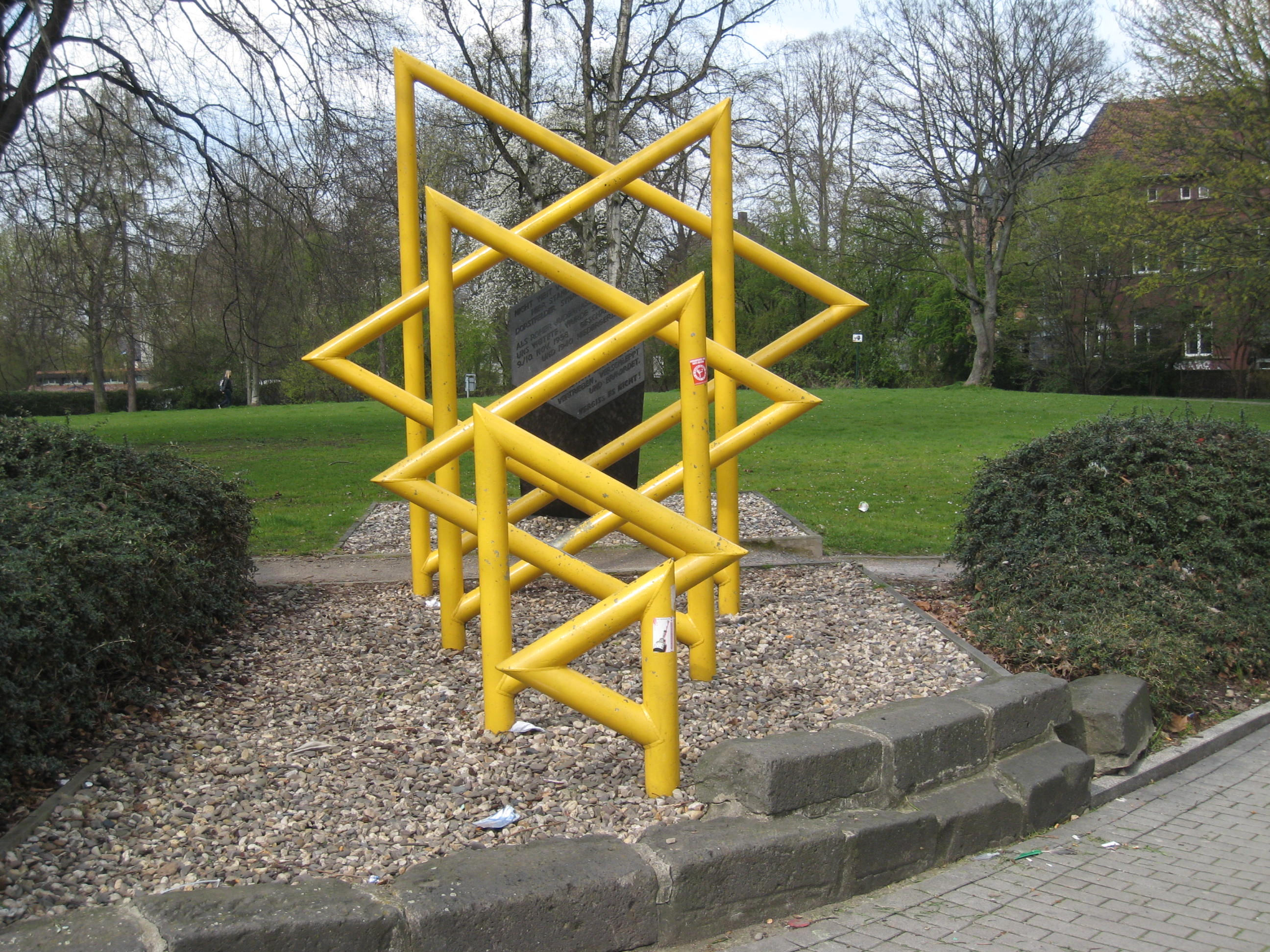
Denkmal zur Erinnerung an die Dorstfelder Synagoge

Dorstfeld ist ein Stadtteil im Stadtbezirk Innenstadt-West und liegt im Westen von Dortmund. Im Norden grenzt Dorstfeld an Wischlingen bzw. Huckarde, im Westen an Marten, im Südwesten an Oespel, im Süden an Barop und die Technische Universität Dortmund und im Osten an die Innenstadt.
Dorstfeld erlangte aufgrund seines angeblichen „Nazi-Kiez“ mit auffälligen Graffiti und als Wohnort diverser einflussreicher Neonazis (wie der 2021 verstorbene „SS-Siggi“) ab den 2000er Jahren überregionale Bekanntheit. Anfang 2021 haben zeitgleich mehrere einflussreiche Extremisten den Stadtteil verlassen, charakteristische Graffiti und Bemalungen wurden entfernt und Medien berichteten über eine Entspannung der Situation. Sozialwissenschaftliche Analysen zeigten, dass die mediale Darstellung des gesamten Stadtteils als „Nazi-Kiez“ bisweilen überzeichnet war und nicht zuletzt durch eine bewusst provokante Außendarstellung einer neonazistischen Minderheit verursacht worden ist.

## Geschichte und Gegenwart

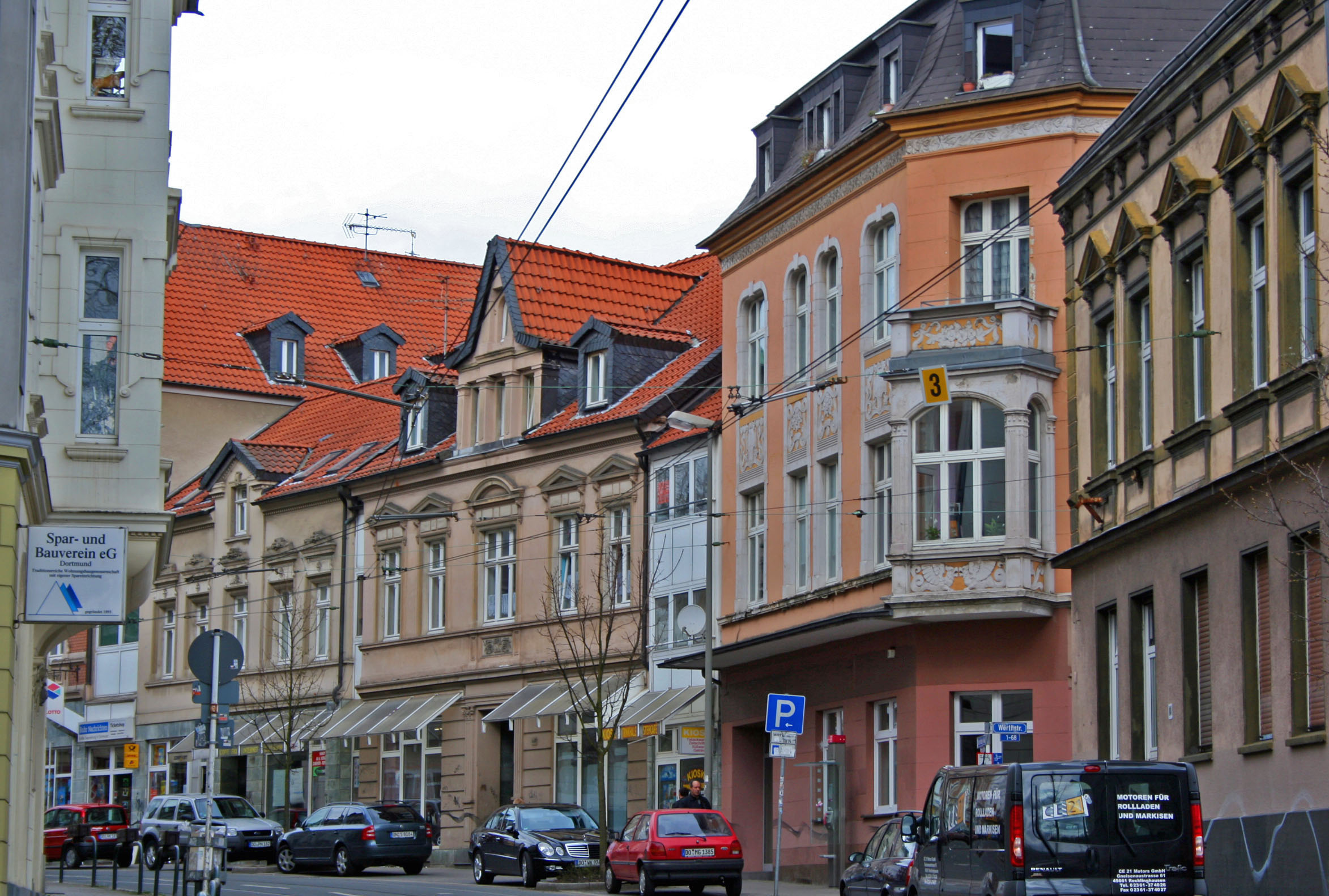
Stadtraum Dorstfelder Hellweg

### Mittelalter
Die erste urkundliche Erwähnung von Dorstfeld als Dorstidfelde findet sich um das Jahr 900 im Heberegister des Klosters Werden (Werdener Urbar A), welches viele Bauerschaften (villae) im Borahtron-Gau auflistete. Eine spätere Variante des Ortsnamens ist Durstveld. Der Hellweg wurde für den Ort als Dorstfelder Helewege bereits 1345 urkundlich genannt. Dorstfeld lag am Übergang der Handelsstraße über die Emscher.
Diese zu den meisten Zeiten vorteilhafte Lage hatte während der Großen Dortmunder Fehde auch eine andere, strategische und zerstörerische Seite. Die Emscher war bei Dorstfeld Grenze zwischen Dortmund und der Grafschaft Mark. Bereits 1388, mit Beginn der Fehde, ließ daher Graf Engelbert III. von der Mark eine als Burg beschriebene Befestigungsanlage in Dorstfeld errichten. Dazu ließ er nicht nur die Emscherbrücke zerstören, sondern auch gleich noch eine Mühle und das steinerne Straßenpflaster, um das Material für den Bau nutzen zu lassen. Die Befestigung wurde allerdings im Januar 1390 nach dem Ende der Fehde durch die Truppen der Dortmunder Bürger geschleift.
Dortmunder Truppen hatten allerdings auch schon während der Belagerung ihrer Stadt Vorstöße in das Umland unternommen. Dabei brandschatzten und plünderten sie die Dörfer in der Umgebung. Dorstfeld wurde gleich zweimal so überfallen, im Frühling und im Herbst 1389.

### Neuzeit
In der Frühen Neuzeit war Dorstfeld einer der Wohnorte jüdischer Familien, die sich als Händler an Markttagen und in Geschäftsangelegenheit tagsüber in Dortmund aufhalten, jedoch nicht dort wohnen durften, sondern die Stadt verlassen und nach Dorstfeld zurückkehren mussten, bevor abends die Dortmunder Stadttore schlossen.

Zeche Dorstfeld Schacht II und III um 1920

Bedeutend war für die Entwicklung Dorstfelds das Jahr 1840. Damals verlegte Bürgermeister Wegmann den Verwaltungssitz des Amtes Lütgendortmund nach Dorstfeld. 1886 wurde das Amt Dorstfeld mit den Gemeinden Dorstfeld, Huckarde, Marten, Rahm und Wischlingen selbständig. Die Bevölkerungszahl war im Zuge der Industrialisierung stark angewachsen. Doch bereits wenige Jahrzehnte später, am 10. Juni 1914, wurde Dorstfeld in die Stadt Dortmund eingemeindet.
Ein wichtiges Ereignis der Entwicklung deutscher Gewerkschaften ist mit Dorstfeld verbunden. Am 18. August 1889 gründeten im Gasthof Ziegler 200 Delegierte von 66 Zechen in Dorstfeld den Verband zur Wahrung und Förderung der bergmännischen Interessen in Rheinland und Westfalen. Zum Ersten Vorsitzenden wurde Friedrich Bunte gewählt. Er war während des vorangegangenen Bergarbeiterstreiks als Deputierter der Arbeiter bei Kaiser Wilhelm II. gewesen.
Im Straßenbild erinnert in Dorstfeld viel an die Bergbauvergangenheit des Stadtteils. Bis zur Stilllegung im Jahre 1963 war die Zeche Dorstfeld größter Arbeitgeber vor Ort. Heute erinnern Bergehalden, Zechenkolonien und die heute zur Volkshochschule Dortmund gehörenden Verwaltungs- und Kauengebäude an die Bergbaugeschichte. Dorstfeld war Standort des Maschinenbauunternehmens Orenstein & Koppel. Seit 1967 befindet sich nördlich des Dorstfelder Hellwegs der Straßenbahnbetriebshof der Dortmunder Stadtwerke DSW21, welcher im Jahre 1996 vergrößert und erneuert (Stadtbahn-Hauptwerkstatt) wurde.
In den 1970er Jahren war Dorstfeld Schauplatz von Hausbesetzungen. Rund um die Wörthstraße wurden zu dieser Zeit von meist studentischen Bewohnern Häuser besetzt, um einer Kahlschlagsanierung entgegenzuwirken. In den 1980er Jahren gab es einen großen Altlastenskandal um eine Neubausiedlung in Dorstfeld-Süd.
Nach heftigen Niederschlägen von lokal bis zu 200 l/m² kam es am 26. Juli 2008 im Stadtgebiet von Dortmund zu Überschwemmungen der Emscher und des Roßbaches, die besonders die Ortsteile Dorstfeld und Marten trafen. Die Emscher erreichte an vielen Messpunkten neue Hochwasserhöchststände. So wurden am Pegel in Mengede ein Wasserstand von über 520 Zentimetern, bei einem üblichen Pegel von etwa 100 Zentimetern, gemessen.
Überregionale Aufmerksamkeit bekam der Stadtteil Ende 2009, nachdem bekannt wurde, dass eine antifaschistisch aktive Familie monatelangen Übergriffen ausgesetzt war. Mehrmals wiesen Zeitungen sowie Fernsehmagazine auf die starke Neonazi-Szene im Stadtteil hin, die sich durch Übergriffe auf Andersdenkende und Ausländer bemerkbar machte. Sven Kahlin, eine wegen Totschlags an einem Punk verurteilte Führungsgestalt der inzwischen verbotenen Gruppe Nationaler Widerstand Dortmund, die vorrangig in diesem Stadtteil tätig ist, forderte im März 2010: Dortmund ist und bleibt unsere Stadt! gemäß dem Konzept der National befreiten Zonen.

## Bevölkerungsentwicklung

### Bevölkerungsentwicklung
| Jahr      | 1987   | 2003   | 2008   | 2013   | 2016   | 2019   | 2022   | 2024   |
| Einwohner | 16.249 | 16.022 | 15.568 | 15.295 | 15.457 | 14.943 | 14.567 | 14.630 |

### Statistik
Strukturdaten der Bevölkerung Dorstfelds:
- Bevölkerungsanteil der unter 18-Jährigen: 16,0 % [Dortmunder Durchschnitt: 16,2 % (2018)][13]
- Bevölkerungsanteil der mindestens 65-Jährigen: 19,8 % [Dortmunder Durchschnitt: 20,2 % (2018)][14]
- Ausländeranteil: 20,9 % [Dortmunder Durchschnitt: 22,3 % (2024)][15]
- Arbeitslosenquote: 12,0 % [Dortmunder Durchschnitt: 11,0 % (2017)][16]

Das Durchschnittseinkommen liegt rund 15 % unter dem Dortmunder Durchschnitt.

## Räumliche Struktur

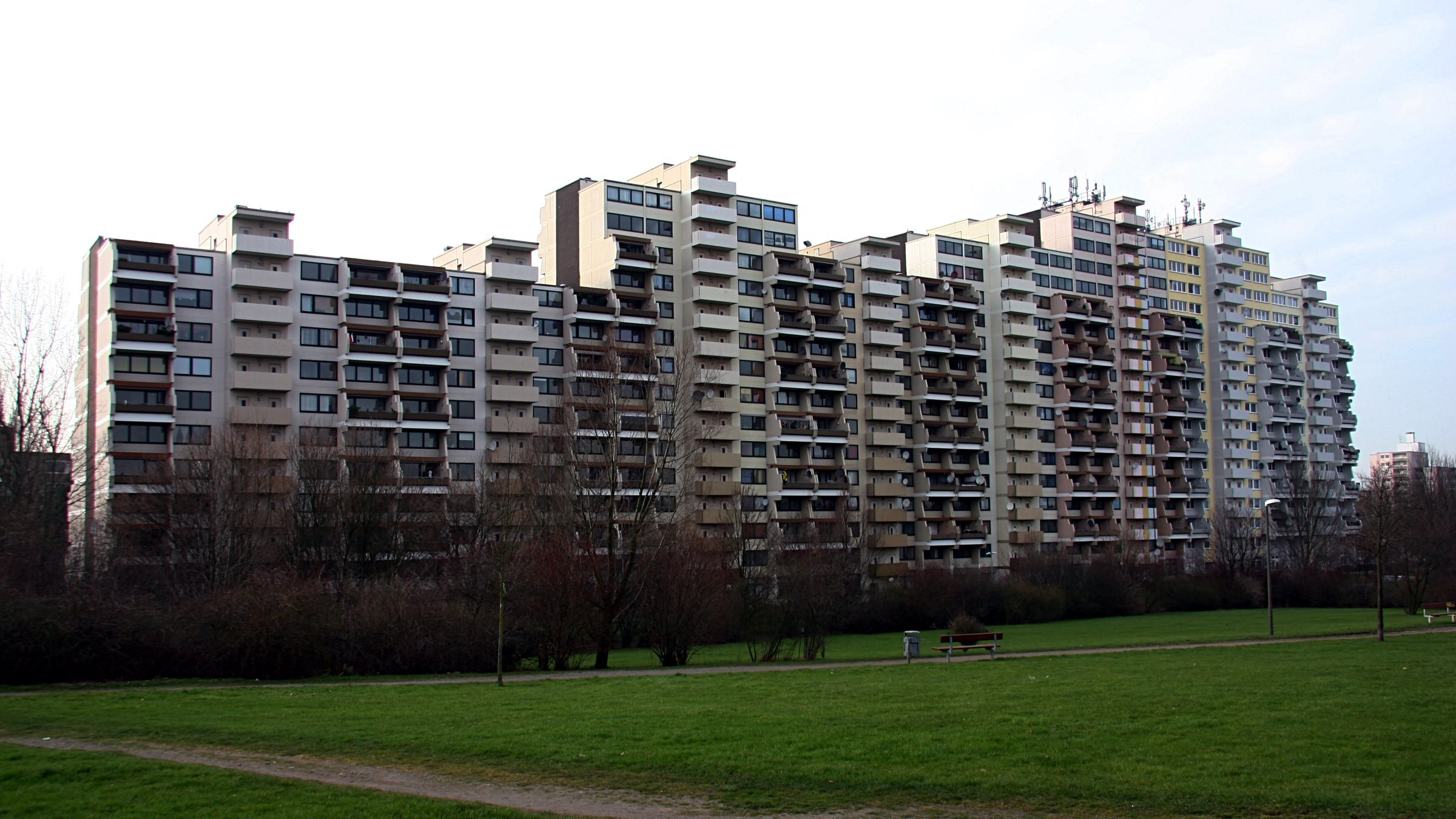
Großwohnsiedlung Hannibal in Dorstfeld-Süd

Dorstfeld ist historisch in verschiedene Bereiche aufteilbar. Bis in das 20. Jahrhundert hinein stellte die Emscher die Grenze zu Dortmund dar. Dorstfeld hatte einen Ortskern am Hellweg, direkt westlich der Emscher. Die beiden Kirchen der evangelischen und katholischen Gemeinden Dorstfeld befinden sich hier. Auch heute findet auf dem Wilhelmsplatz noch ein Wochenmarkt statt. Die Stadtbahn durchquert die historische Mitte in Ost-West-Richtung (U43 und U44). Nur wenig südlich des Ortes befindet sich der S-Bahn-Knotenpunkt Dortmund-Dorstfeld, an dem die S-Bahn-Linien 1, 2 und 4 halten.
Um Wohnraum für die Arbeiter der Zeche Dorstfeld zu schaffen, wurde zwischen 1913 und 1919 in Zechennähe, an der heutigen Wittener Straße und damit weit südwestlich des Dorstfelder Ortes die Siedlung Oberdorstfeld (im Volksmund auch Oberdorf) errichtet, die der gesamten Gegend bis heute den Namen gibt. Oberdorstfeld besitzt eine eigene Gemeinde.
Um den historischen Ortskern sprachlich von Oberdorstfeld abzugrenzen, wird Ersterer heute oft mit Unterdorstfeld (auch Unterdorf oder Dorstfeld Mitte) bezeichnet.
Nach der Eingemeindung in die Stadt Dortmund hat sich das Gebiet Dorstfelds weiter nach Osten über die Emscher ausgedehnt. Im Südosten entstand die Zeche Tremonia, ein Industriegebiet und der Güterbahnhof Dortmunder Feld, in dessen Nähe direkt an der Emscher die Siedlung Tremonia errichtet wurde, die noch heute im Volksmund „Negerdorf“ genannt wird. Der Begriff geht auf die westfälische Bezeichnung dat nigge Dorp („das neue Dorf“) und nicht darauf zurück, dass die Kumpel der benachbarten Zeche ungewaschen nach Hause laufen mussten.
Östlich der Emscher, an der heutigen Rheinischen Straße, der Hauptzufahrtsstraße in die Innenstadt, entstand weitere, dichte Bebauung und Industrie. Die Grenze zur Innenstadt ist die Dorstfelder Brücke, auch wird der gesamte Bereich zwischen Dorstfeld und der Brücke oft Dorstfelder Brücke genannt.
In der zweiten Hälfte des 20. Jahrhunderts wurde eine weitere Siedlung zwischen Dortmunder Feld und Oberdorstfeld errichtet. Große Teile der Siedlung bestehen aus flacher Wohnbebauung, architektonisch und höhenmäßig herausragend ist der Hannibal. Die Siedlung wurde mit dem unterirdischen Bahnhof Dortmund-Dorstfeld Süd an die damals (zu Teilen auf den Gleisen der stillgelegten Zeche Dorstfeld) neu errichtete Strecke Bochum–Dortmund für die Linie S1 angeschlossen und wird daher oft Dorstfeld Süd genannt, oft aber auch zu Oberdorstfeld gerechnet.

## Sehenswürdigkeiten

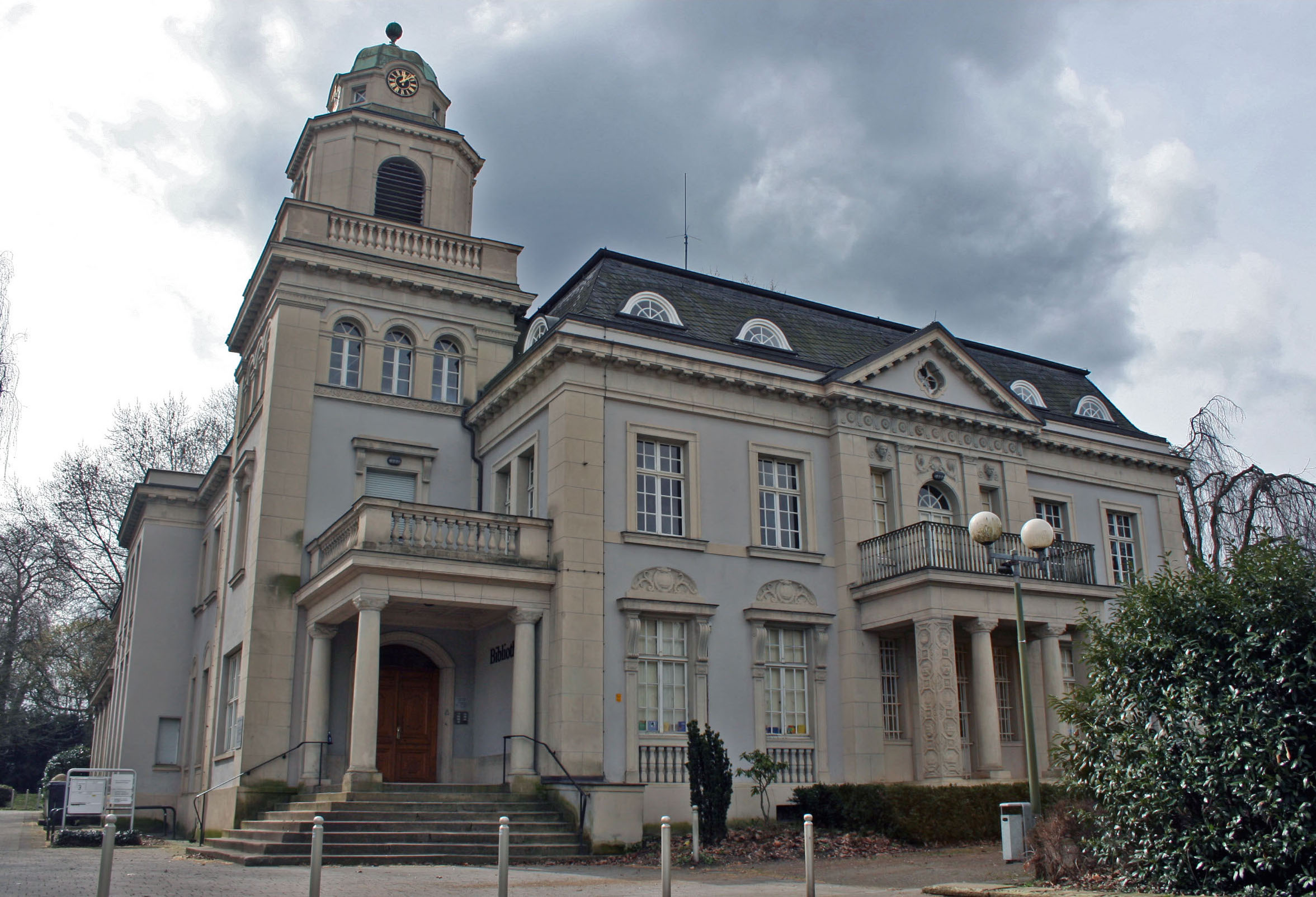
Haus Schulte Witten

Als sehenswert gelten das heute als öffentliche Bibliothek dienende Haus Schulte-Witten und die DASA – Arbeitswelt Ausstellung der Bundesanstalt für Arbeitsschutz und Arbeitsmedizin (BAuA). Dorstfeld hat ein eigenes Hallenbad (Westbad) und viele Sportvereine. Bemerkenswert ist auch die denkmalgeschützte evangelische Kirche.

## Persönlichkeiten
- Alfred Nobel (* 21. Oktober 1833 in Stockholm; † 10. Dezember 1896 in Sanremo), schwedischer Chemiker und Erfinder; wohnte zwischen 1860 und 1864 unter anderem in Dorstfeld und experimentierte auf der Zeche Dorstfeld mit Sprengstoffen im Bergbau.
- Ludwig Bendix (* 28. Juni 1877 in Dorstfeld; † 3. Januar 1954 in Oakland), deutscher Jurist und Nationalökonom
- Wilhelm Kronsbein (* 13. August 1884 in Dorstfeld; † 5. Februar 1972 in Wilhelmshaven), Reichstags-Abgeordneter der NSDAP für den Wahlkreis 14 (Weser-Ems)
- Ludwig Steinberg (* 10. Januar 1884 in Dorstfeld; † 1. Oktober 1939 in Frankfurt am Main), Polizeipräsident in Frankfurt am Main
- Werner Sengenhoff (* 7. April 1906 in Dorstfeld; † 6. Dezember 1944 in Niedermarsberg), Psychiater, der während der Zeit des Nationalsozialismus an Euthanasieverbrechen beteiligt war
- Hans-Eberhard Urbaniak (* 9. April 1929; † April 2024), Politiker (SPD)
- Heinz-Werner Meyer (* 24. August 1932 in Harburg; † 9. Mai 1994 in Siegburg) war als Dorstfelder von 1975 bis 1984 Abgeordneter der SPD im nordrhein-westfälischen Landtag. Von 1987 bis 1990 war er Mitglied des Deutschen Bundestags, allerdings für den Wahlkreis Recklinghausen I. 1985 wurde er Vorsitzender der IG Bergbau und Energie und im Anschluss 1990 zum Vorsitzenden des Deutschen Gewerkschaftsbunds (DGB) gewählt. Nach ihm ist die Jugendfreizeitstätte Heinz-Werner-Meyer-Treff am Hannibal benannt.[18]
- Lothar Emmerich (* 29. November 1941 in Dorstfeld; † 13. August 2003 in Hemer), Fußballspieler
- Ralf Loose (* 5. Januar 1963 in Dorstfeld) ist ein ehemaliger deutscher Fußballspieler und heutiger Fußballtrainer.